# Xota Arveladze
Xota Arveladze (nascut a Tbilisi, Geòrgia el 22 de febrer del 1973) és un exfutbolista georgià que va jugar de davanter a diversos clubs georgians, al Trabzonspor, l'AFC Ajax, el Rangers, l'AZ Alkmaar i al Llevant UE.